# 中国铁路解放6型蒸汽机车
解放6型蒸汽机车，是中国铁路一种煤水车式蒸汽机车。本型机车前身为南满洲铁道、满州国有铁道和华北交通配备的Mikasa（ミカサ）形和Mikaro（ミカロ）形，上开车型于1938年4月统一型号为Mikaro（ミカロ，意指Mikado第6型）形。

## 制造情况

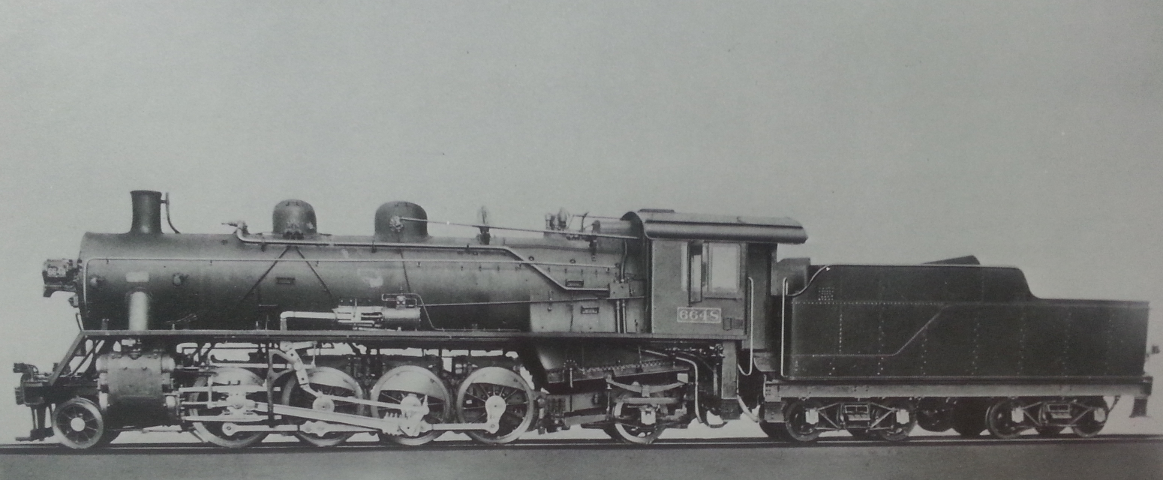
国线ミカロ 6648，后改为ミカロ 549

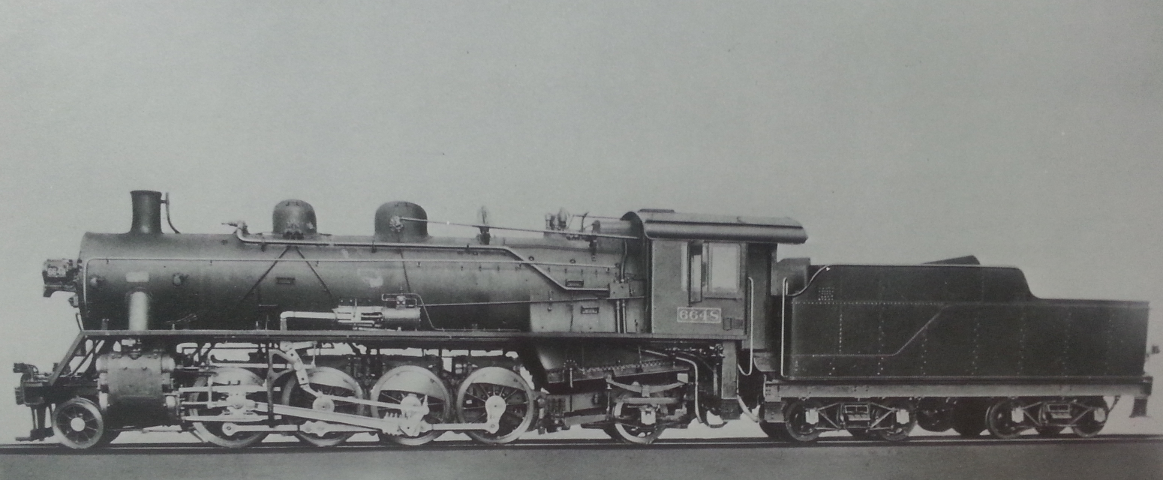
国线ミカロ 643

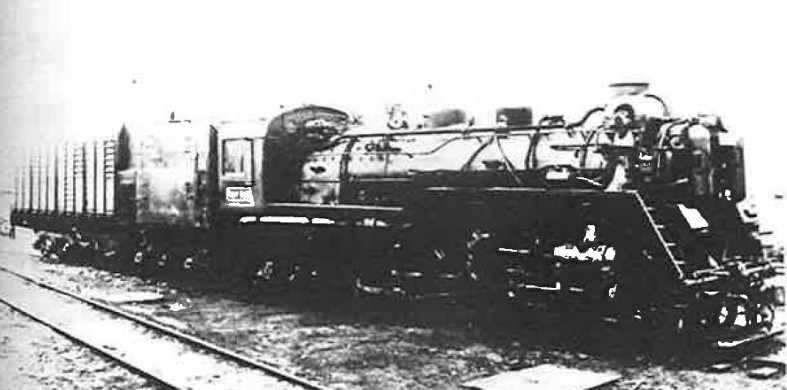
ミカク 501

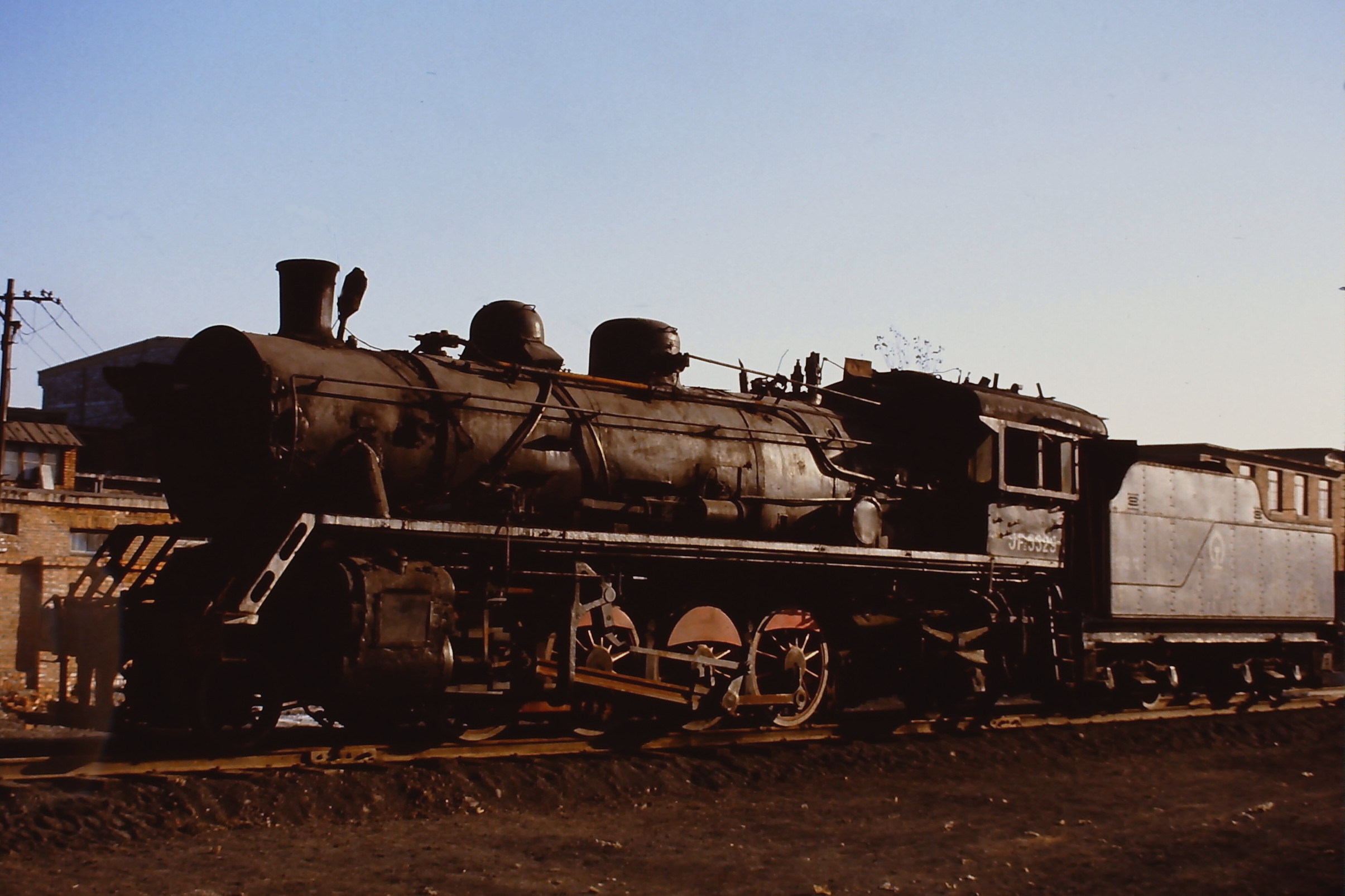
解放6型3329号机车于沈阳铁路蒸汽机车陈列馆。该机车在满铁时期的车号不明。

### 南满州铁道ミカサ型
南满州铁道于1933年为了替代Solii型（ソリイ，轴式2-8-0机车）转属于满州国有铁道线产生之空缺制造43辆Mikasa（ミカサ）型机车，是一种比Mikai（ミカイ）型机车更轻量化的蒸汽机车，用于轻货物运输及车辆调度用。其中ミカサ1421-1442为了方便调车时向后运转瞭望，煤水车的设计采取后部倾斜之设计。而国线则于1934年援用社线Mikasa（ミカサ）设计，以Mikaro（ミカロ）型式制造“国小ミカ”26辆，于1935年增备一部改良之“新国小ミカ”22辆，共计制造48辆。
车辆编号：
社线用：原为ミカサ 1400-1442，1938年4月改为ミカロ 1-43。
国线用：原为ミカロ 6600-6647，1938年4月改为ミカロ 501-548。

### 南满州铁道ミカロ型
南满州铁道于1935年以ミカサ型机车为基础，为北鲜线使用所制造（同时为了北鲜线使用制造者亦有パシサ、プレナ两型机车），总共增备58辆。由于为了使用朝鲜北部生产的低热值褐炭，火床面积较ミカサ增加0.5 m²（4.57m²）。1938年至1939年为了北鲜线以外的满铁线增备。本车型是大连的大连机械最初制造的车型。
国线于1936年以后增备之ミカロ，采用与社线ミカロ相同火床面积之大型锅炉，共增备171辆。此批机车装配有可以将轨距变更为1,524mm的特殊外轮装置。另外有5辆机车（ミカロ640-644）转让给华北交通使用。
华北交通于1938年至1939年、1943年至1944年向汽车制造订购72辆ミカロ型机车，而其拥有的本型机车数量为120辆。
车辆编号：
社线用：原为ミカロ 1480-1499、11400-11401，1938年4月改为ミカロ 44-101。
国线用：原为ミカロ 6648-6699、16600-16638，1938年4月改为ミカロ 549-639、645-724（ミカロ640-644转让给华北交通）。
华北交通用：ミカロ 1501-1620

### 南满州铁道ミカク型
1941年，大连机械（一说是三菱重工业神户造船所）应关东军要求，以ミカロ型为基础，研制出一辆编号为501的ミカク型机车。这辆机车为风冷冷凝型蒸汽机车，机车的烟囱前方设置了排烟涡轮，排气管的排气由煤水车的冷凝器引导。该车的设计可以适应北满地区在无供水情况下长途行车，通过了1，600公里的无供水行驶的测试记录。
应当注意的是，二战结束后被中国铁道部定型的解放9型蒸汽机车，其前身为华中铁道ミカサ型蒸汽机车，与南满州铁道ミカク型为完全不同的车型。

## 二战结束后的运用情况

### 中国铁路解放6型
南满州铁道及满州国铁所有之ミカロ型320辆，于二战结束时尚有312辆，分布于大连埠头局（20辆）、奉天（38辆）、锦州（32辆）、牡丹江（68辆）、哈尔滨（29辆）、齐齐哈尔（50辆）等铁路局，75辆出借于其他铁路。其余8辆可能转让给西鲜中央铁道。于二战后与华北交通之120辆ミカロ型机车一并改编为ㄇㄎ6（MK6）型，于1959年改称为解放6型（JF6），编号范围为3001-3475（或3600）。1958年到1959年间沈阳机车制造厂曾仿制6辆，而解放6-3475也是目前已知的最大号解放6型蒸汽机车，由沈阳机车制造厂于1959年制造。
1959年由大连机车车辆厂与唐山机车车辆厂在解放6型蒸汽机车的基础上，联合研制出上游型蒸汽机车。上游型蒸汽机车的煤水车部分在设计上与原满铁ミカロ 22-43这批机车一样，两侧、后端之高度均有降低。

### 朝鲜铁道省미가유型/6600系列
二战结束后，原由西鲜中央铁道接收自南满州铁道的8辆ミカロ型机车被朝鲜铁道省接收。朝鲜战争期间，中华人民共和国向朝鲜援助了70辆ㄇㄎ系列蒸汽机车，其中包括ㄇㄎ6型。这些机车一度被铁道省编为미가유型，后改为6600系列。미가유18（6618）和미가유21（6621）两台机车于2004年在德城线有目击记录；미가유28（6628）于2017年在有目击记录。

### 韩国铁道미카6型
韩国于1947年由美国军政厅向日本汽车制造订购5辆原满铁ミカロ，并编为미카6（Mika6）型。应当注意的是，韩国铁道一些미카1型机车在20世纪50年代初期被川崎重工业改造为燃烧褐煤，这些机车同样编为미카6型。

### 越南铁路Giải Phóng 6型
中华人民共和国于越南战争期间援助北越60辆解放6型机车，这些机车被越南铁路命名为Giải Phóng 6型，简称GP6型。退役后废弃在中国广西壮族自治区来宾市合山市境内的3台解放6型蒸汽机车据传曾经在越战期间援助给北越，中越關係恶化后被中国收回，之后转入合山煤田服役直至退役，但由于某些原因未被拆除。这三台机车的外观并不完整，部分零件缺失。

## 机车现存

### 静态展示
- JF-3022：中国铁道博物馆
- JF-3329：沈阳铁路陈列馆

### 其他车辆
- 三辆退役后废弃在广西壮族自治区来宾市合山市境内的3台JF型机车：尽管这三台机车的外观并不完整，部分零件缺失，但2018年5月南宁铁路局柳州机务段将这些机车按再生资源价格，以每辆车70000元人民币出售给合山市旅游局用于工业旅游项目。[11]